# Thaneller
Thaneller är ett berg i Österrike.   Det ligger i distriktet Reutte och förbundslandet Tyrolen, i den västra delen av landet, 400 km väster om huvudstaden Wien. Toppen på Thaneller är 2 341 meter över havet, eller 1 021 meter över den omgivande terrängen. Bredden vid basen är 8,1 km.
Terrängen runt Thaneller är bergig åt sydväst, men åt nordost är den kuperad. Närmaste större samhälle är Reutte, 6,3 km norr om Thaneller. 
I omgivningarna runt Thaneller växer i huvudsak barrskog. Runt Thaneller är det ganska glesbefolkat, med 34 invånare per kvadratkilometer.